# 관구효과
관구효과는 개관이나 폐관 진동에서 관의 입구에서 생기는 난류에 의해 배가 관의 입구보다 먼곳에 생기는 현상이다.